# TSAR
TSAR è uno dei due superregni (in tassonomia filogenetica) del sottogruppo HTSAR (l'altro è Haptista)
TSAR comprende i due regni (T)Telonemia e SAR, chiamato così perché contenente i due subphylum (S) Stramenopiles e (A) Alveolata (del phylum Halvaria), e il Phylum (R) Rhizaria.